# Herbert Krejci

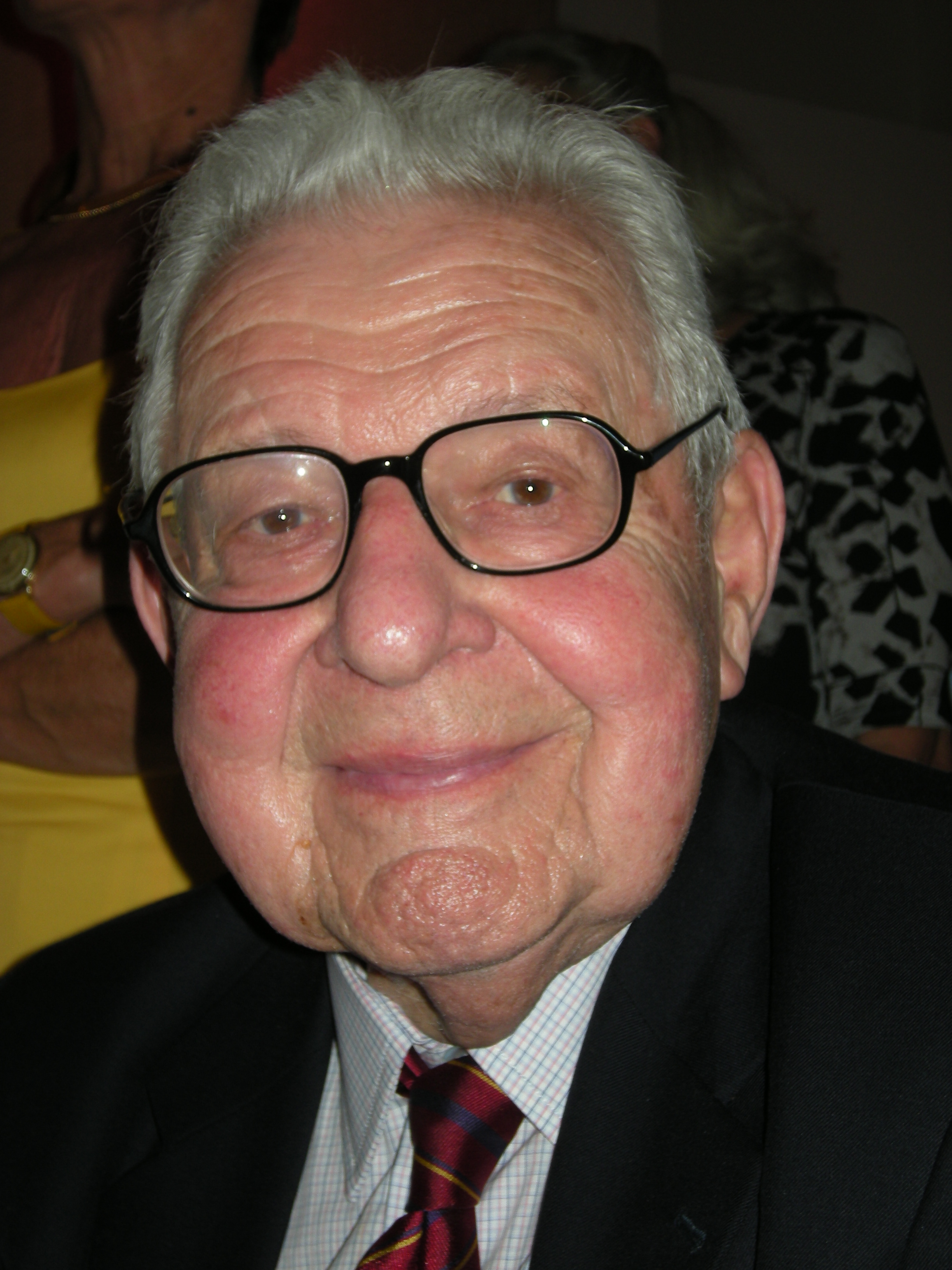
Herbert Krejci (2010)

Herbert Krejci (* 13. September 1922 in Wien; † 10. August 2016 ebenda) war ein österreichischer Journalist. Er war von 1980 bis 1992 Generalsekretär der Vereinigung österreichischer Industrieller.

## Leben
Krejci entstammte einer bürgerlichen Familie und verbrachte seine Kindheit im Elternhaus auf der Hohen Warte in Wien. Im Zweiten Weltkrieg Wehrmachtsoffizier, kam er im Herbst 1945 als Portier im Wiener Hotel Auge Gottes (9., Nussdorfer Straße) im damaligen US-amerikanischen Sektor Wiens in Kontakt mit amerikanischen Besatzungsoffizieren. Dabei wurde er als Journalist für den US-Nachrichtendienst angeworben. In der Folge wurde Krejci außenpolitischer Redakteur der amerikanischen Besatzungszeitung Wiener Kurier, die 1954 in österreichischen Privatbesitz überging und als Kurier bis heute erscheint. Ab Herbst 1954 war als neuer Chefredakteur Hans Dichand, 1959 Wiedergründer der ebenfalls bis heute erscheinenden Kronen-Zeitung, sein Vorgesetzter.
1956 wechselte er in die Presseabteilung der damals von Hans Lauda geführten  Industriellenvereinigung  und wurde 1961 unter Präsident Franz Josef Mayer-Gunthof zum Chefredakteur von deren Zeitschrift Die Industrie bestellt.
1980 bis 1992 fungierte Krejci unter dem Präsidenten Christian Beurle bzw. Heinz Kessler als Generalsekretär der Vereinigung, die in der österreichischen Innenpolitik als nicht parteigebundene Stimme aktiv ist. Krejci hatte Hans Rauscher zufolge scharfen Witz, der sich oft nicht um Empfindlichkeiten kümmerte, auch nicht um die der Mitglieder der Industriellenvereinigung oder der höheren Herren der ÖVP.
Krejci distanzierte sich öffentlich von der mit der politischen Wende im Februar 2000 installierten Bundesregierung Schüssel I, der ersten schwarz-blauen Koalitionsregierung der Zweiten Republik.
Krejci war Aufsichtsratsvorsitzender des staatlich dominierten Verbundkonzerns und Lektor an der Wirtschaftsuniversität Wien. Er wurde vom Bundespräsidenten mit dem Berufstitel Professor ausgezeichnet. Er erhielt 2001 den Concordia-Preis für sein journalistisches Lebenswerk.

## Veröffentlichungen
- Österreichs industrielle Zukunft (= Aus der Vortragsreihe des Verbandes Österreichischer Banken und Bankiers, Band 85,3).  Verband Österreichischer Banken und Bankiers, Wien 1985, DNB 890997853